# Elektrogastrographie
Elektrogastrographie (kurz EGG) bezeichnet ein elektrophysiologisches Messverfahren für die Magen- und Darmmotilität. Dabei wird die myoelektrische Magenaktivität mittels Hautelektroden gemessen.
Zur Messung wird eine Elektrode am Bauch angebracht, welche die Bewegungen der Magenmuskulatur misst. Diese Aktionsströme der Magenmuskulatur können dann grafisch dargestellt und interpretiert werden. Das Verfahren arbeitet nach dem gleichen Prinzip wie ein Elektrokardiogramm (EKG). Die Muskelkontraktion des Magens ist stark abhängig von aktuellen emotionalen Befindlichkeiten, deshalb ist das EGG-Verfahren ein interessantes psychosomatisches Messinstrument, um bestimmten erlebten Gemütszuständen ein physisches Korrelat zuzuordnen oder umgekehrt.

## Die Entdeckung der EGG
W. C. Alvarez führte 1922 die ersten elektrischen Untersuchungen des Magens durch. Bei einem Probanden mit extrem dünner Bauchdecke legte er die Elektroden an und registrierte ein elektrisches Signal, das eine Frequenz von ca. 1/20 Hz, das heißt von drei Zyklen pro Minute (cycles per minute = cpm), hatte. Bei diesem Probanden konnte er neben dem elektrischen Signal auch unmittelbar die Kontraktion des Magens mit der gleichen Frequenz beobachten. Die sinusförmigen Wellen des Elektrogastrogramms korrelierte mit der sichtbaren Magenkontraktion. Aus der Beobachtung schloss Alvarez, dass das gemessene elektrische Signal gastralen Ursprungs war.
Die Entdeckung geriet für 20 Jahre bis 1953 weitgehend in Vergessenheit.